# 汽車排放標準
汽車排放標準是各國制定的汽車尾氣排放標準，它規定了汽車排放到大气中的空气污染物的上限。
为应对洛杉矶的雾霾问题，美国于1963年颁布了第一部汽车排放标准。三年后，日本也颁布了該國第一部汽車排放標準。1970年至1972年间，加拿大、澳大利亚和几个欧洲国家也纷纷效仿。  起初的汽車排放標準主要关注一氧化碳（CO）和碳氢化合物（HC）的排放量。美国、日本和加拿大又于1973年和1974年增加了氮氧化物 ( NOx ) 的排放標準。瑞典于1976年出台汽车排放标准，欧洲经济共同体于1977 年出台汽车排放标准。隨著時間的推移，汽車排放標準總體上對排入大氣中的污染物限制越來越多。 
現今全球主流的汽車排放標準主要有三套：美国标准、日本标准和欧洲标准，大部分國家的排放標准都是在这三套标准的基础上制定的。 瑞典、瑞士和澳大利亚曾經一直实行各自的排放标准，但后来采用了欧洲标准。